# Altstädter Feldmark
Die Altstädter Feldmark ist ein Teil des Herforder Stadtteils Herford-Stadt, der der Stadt Herford entspricht, wie sie bis zur Eingemeindung weiterer Stadtteile am 1. Januar 1969 bestand.

## Lage
Die Altstädter Feldmark erstreckt sich von der Altstadt, die ein Teil der Innenstadt ist, bis zur ehemaligen Stadtgrenze im Süden der Stadt. Sie liegt zwischen dem Wall im Norden, der die Innenstadt umgibt, der Aa im Westen und der Werre im Osten.
Dementsprechend liegt im Nordosten der Stadt Herford, angrenzend an die Neustadt, die Neustädter Feldmark und im Westen außerhalb der Radewig die Radewiger Feldmark.

## Nachbarstadtteile
Die Altstädter Feldmark grenzt im Norden an die Altstadt, im Osten an die Neustädter Feldmark, im Süden an Bad Salzuflen (Kreis Lippe) und Herford-Elverdissen und im Westen an Herford-Diebrock und die Radewiger Feldmark.

## Schulen
In der Altstädter Feldmark liegen die Grundschulen Falkstraße an der gleichnamigen Straße und Altensenne am Altensenner Weg Ecke Elverdisser Straße sowie die Geschwister-Scholl-Realschule an der Wiesestraße. Seit 1976 befindet sich in den Aawiesen an der Hermannstraße das Berufskollegzentrum des Kreises Herford mit dem Friedrich-List-Berufskolleg, dem Wilhelm-Normann-Berufskolleg und dem Anna-Siemsen-Berufskolleg.

## Friedhöfe und Grünanlage
Im nördlichen Bereich zwischen der Bahnstrecke, der Aa und dem Wall befinden sich der Alte Friedhof und der Jüdische Friedhof. Nördlich davon schließt sich der Aawiesenpark an.

## Kirchen

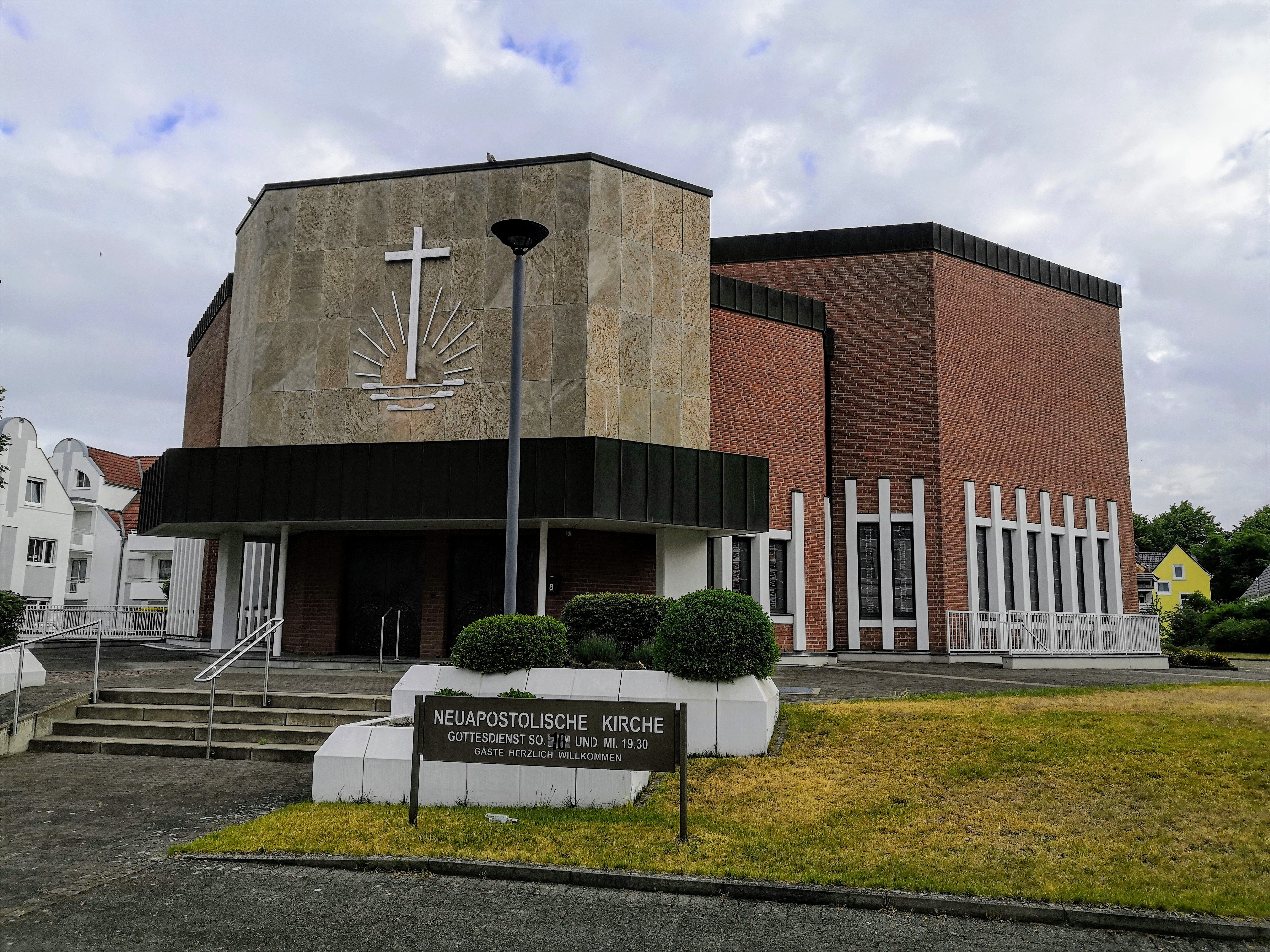
Neuapostolische Kirche

In der Altstädter Feldmark steht keine evangelische oder katholische Kirche. An der Hermannstraße befindet sich jedoch die Neuapostolische Kirche der Stadt.

## Öffentliche Einrichtungen
An der Hermannstraße wurde im August 2010 im Gebäude der ehemaligen Pflegevorschule mit der Sozialberatungsstelle, der Fachstelle für Wohnungserhalt der Stadt und dem Verein Mittagstisch ein Netzwerk sozialer Hilfen angesiedelt. Der Mittagstisch bietet Bedürftigen ein kostenloses oder preiswertes Mittagessen.

## Behörden

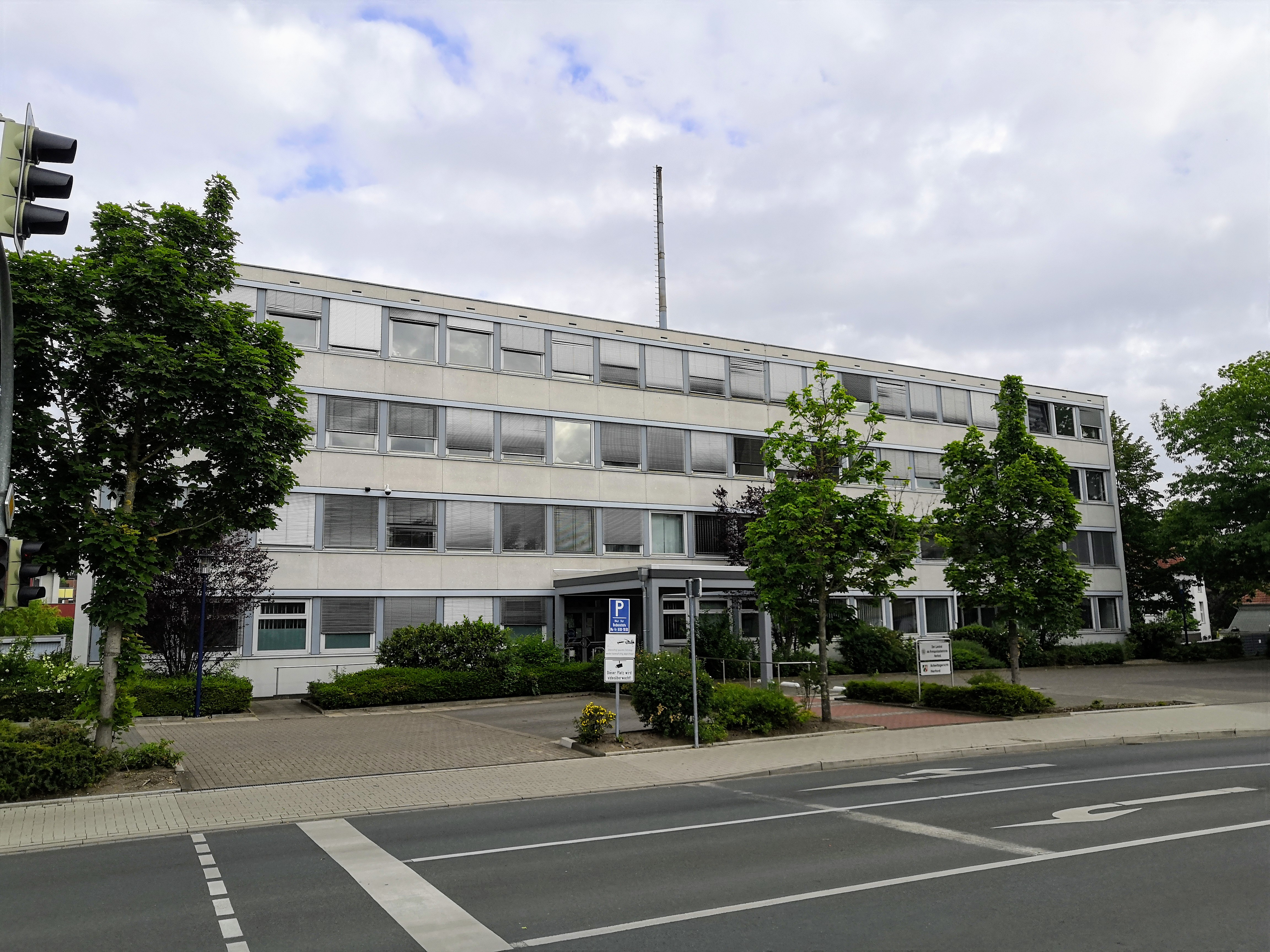
Arbeitsgericht

An der Elverdisser Straße liegen in einem Gebäude das Arbeitsgericht Herford, das für den Kreis Herford zuständig ist, sowie die Kreispolizeibehörde. An der Einmündung der Ahmser Straße in die Umgehungsstraße hat die Autobahnpolizei einen Stützpunkt.

## Verkehr

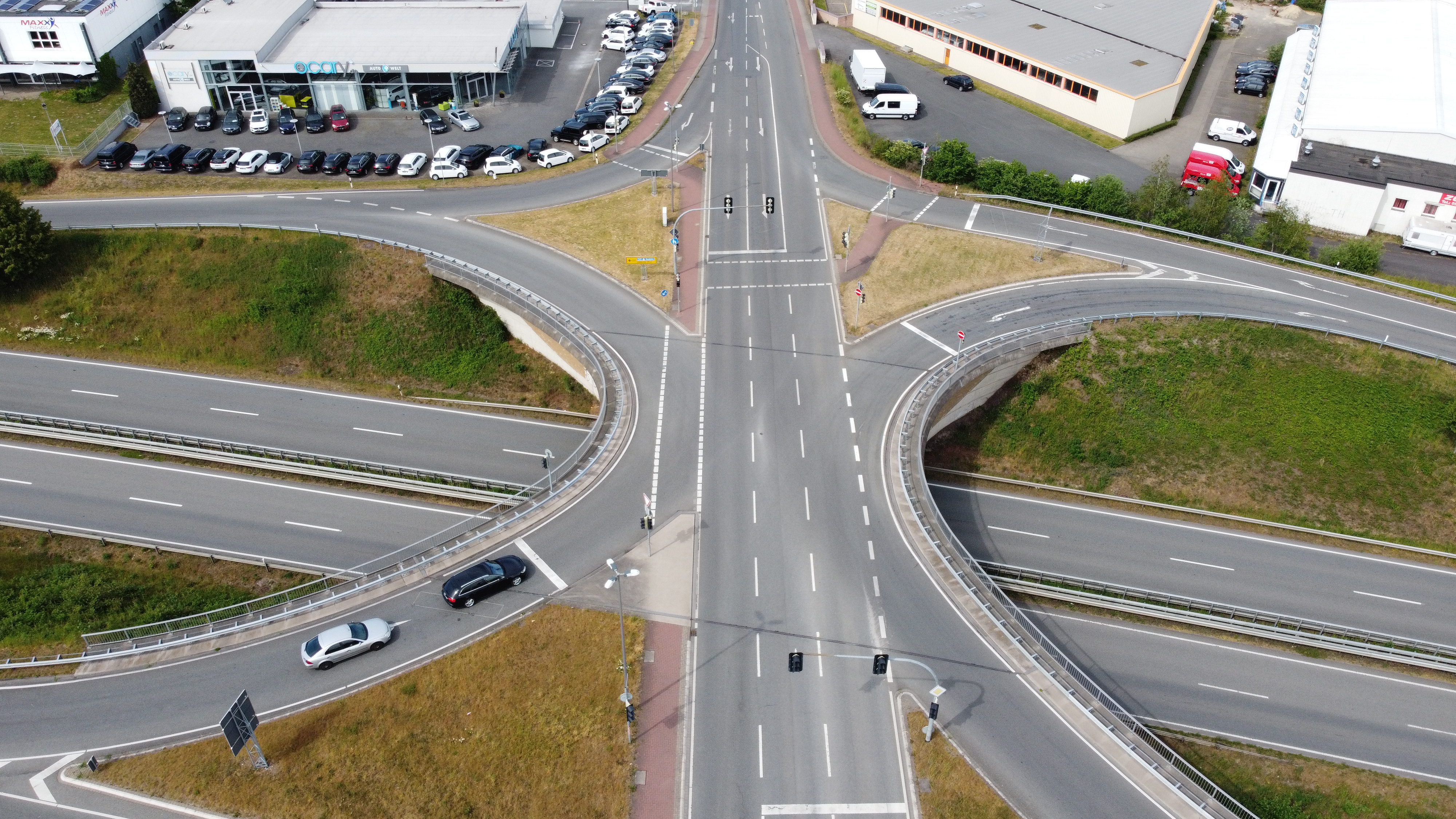
Kreuzung Ahmser Straße mit B239

Von der Autobahnanschlussstelle Herford/Bad Salzuflen im Südosten verläuft die Bundesstraße 239, die seit 2007 vierspurig ausgebaut ist, nach Nordwesten durch die Feldmark. Sie wird auch Umgehungsstraße genannt, da sie die Stadt Herford (außer im Osten) umschließt. In der Altstädter Feldmark kreuzen die drei Ausfallstraßen Ahmser-, Lockhauser- und Elverdisser Straße die B 239.
Im nördlichen Teil der Feldmark verläuft die Bahnstrecke Herford–Himmighausen.

## Gewerbe

### Gewerbegebiet Heidsiek
Im südlichen Teil der Feldmark zwischen der Stadtgrenze und der B 239 wurde das Gewerbegebiet Heidsiek angesiedelt. Dort gibt es folgende Firmen (in alphabetischer Reihenfolge): Die Allstein GmbH ist ein Hersteller von Flexodruckmaschinen. Die österreichische Julius Blum GmbH, Weltmarktführer bei Möbelbeschlägen, hat dort ihre Deutschland-Zentrale. Die imos AG entwickelt und vertreibt Software für die Holz- und Möbelbranche. Inometa ist ein führendes Unternehmen in der Entwicklung, Herstellung und dem Vertrieb von Bahnführungs- und Sensorwalzen aus Aluminium und kohlenstofffaserverstärktem Kunststoff für die Druckindustrie und Folienherstellung in Herfords größter freitragender Halle. Die KFM Regelungstechnik GmbH befasst sich schwerpunktmäßig mit regelungstechnischen Aufgaben in der industriellen Heizungs- und Verfahrenstechnik in fast allen Industriezweigen und im Schiffbau. Der Apothekengroßhändler NOWEDA hat in Herford eine Niederlassung bzw. ein Regionalverteilzentrum, von dem aus Apotheken im Bereich zwischen Hannover, Kassel und Lippstadt mit Medikamenten beliefert werden. Die Prekwinkel Strahl- und Beschichtungstechnik GmbH ist Spezialist für staubfreies Kugelstrahlen, Diamantschleifen, die thermische Verzinkung, Graffitientfernung, Industrieanstriche, Industrieböden und Beschichtungen, sowie Beschichtungen nach den Richtlinien des Wasserhaushaltsgesetzes. Die Firma Prekwinkel Maschinen- und Anlagenbau entwickelt, produziert und vertreibt Werkzeugsysteme für die holzwerkstoffverarbeitende Industrie. Die Richter Werkzeugbau GmbH ist im Bereich Artikeldesign sowie Artikelentwicklung, Konstruktion und Fertigung von Spritzgussformen und die Spritzguss-Produktion für die Branchen Hausgeräte, Gehäusesysteme und Automobilindustrie tätig. Die Steinkühler GmbH & Co. KG ist ein inhabergeführter Anbieter von Telekommunikations- und Netzwerklösungen. Die T+A elektroakustik stellt Elektroakustik, Licht- und Tonanlagen, u. a. hochwertige Lautsprecherboxen her. Die Wemhöner Surface Technologies GmbH & Co. KG ist Weltmarktführer bei Kurztaktpressen. Es handelt sich dabei um Pressen für die Holzbearbeitung, Automobilindustrie und Solartechnik.

### Weitere Gewerbebetriebe

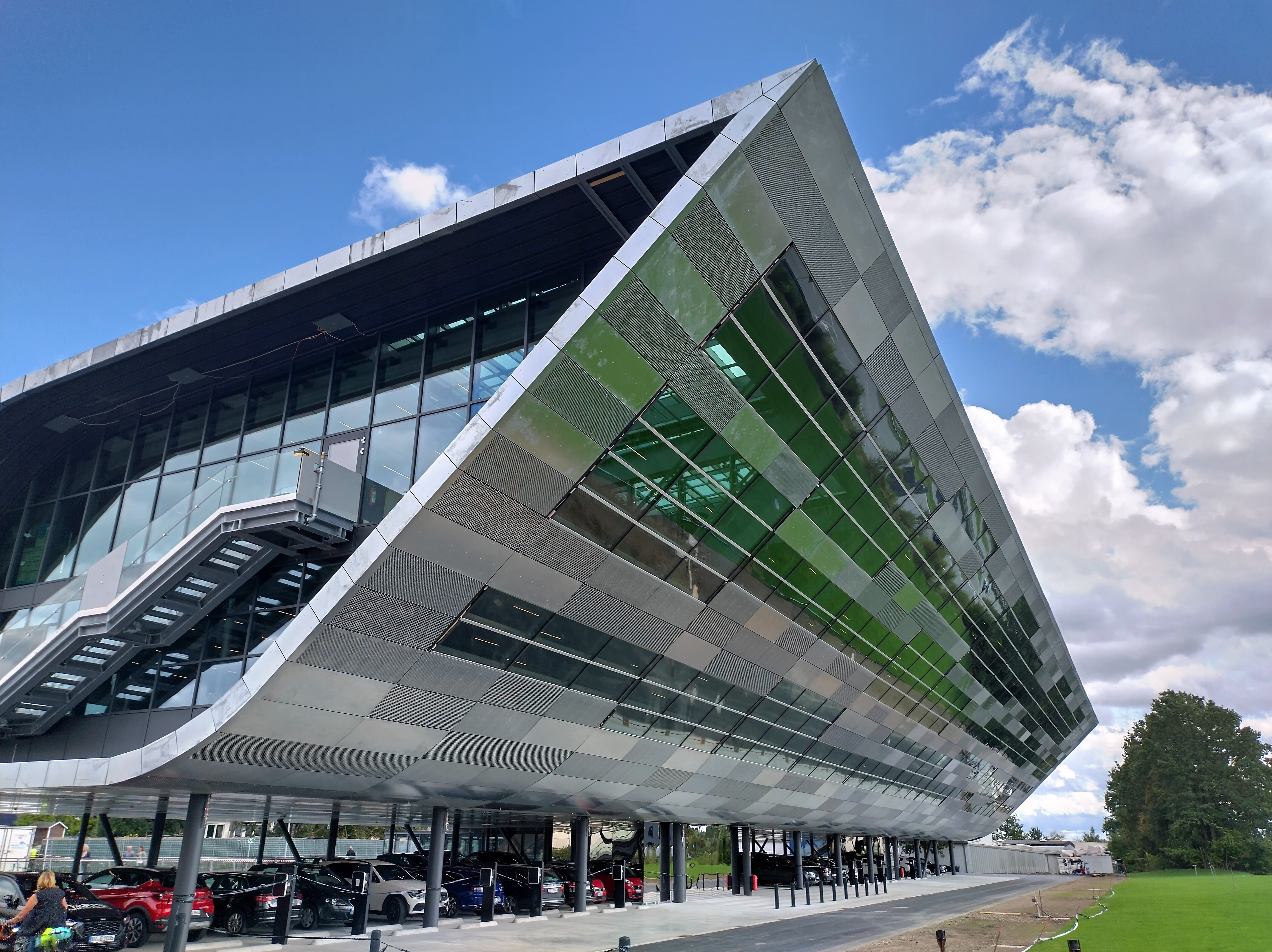
Flagship-Store Bora

Die Firma Wetzel GmbH & Co. KG produziert Leime und Klebstoffe an der Straße Hohe Warth. Dort befinden sich auch die Produktionsanlagen der Tiefkühlbackwaren Erze GmbH , einer der größten deutschen Hersteller von Lahmacun und anderer orientalischer Gerichte für den Einzel- und Großhandel. Die Schöneberg-Gruppe mit Wellpappe- und Verpackungswerken besitzt ihr eigenes Logistikunternehmen Wellogistik an der Ahmser Straße. An der Bundesstraße 239 im Bereich der Abfahrt Ahmser Straße wurde im September 2023 ein Flagship-Store der Bora Lüftungstechnik GmbH eröffnet, in dem neben eigenen Artikeln auch Produkte von mehreren Küchmöbelherstellern ausgestellt werden. Auch ein öffentliches Restaurant befindet sich in dem 100 Meter langen außergewöhnlichen Gebäude.
Am Altensenner Weg hat die Deutschland-Vertretung des belgischen Nahrungsmittelherstellers Vandemoortele seinen Sitz. Sie ist aus dem früheren Margarinehersteller „MEYLIP Nahrungsmittelgesellschaft mbH & Co. KG“ hervorgegangen. An der Lockhauser Straße befindet sich die Niederlassung der R.A.G.T. Saaten Deutschland GmbH, einer Tochtergesellschaft des französischen Pflanzenzüchters.